# Marcel Parturier
 (novembre 2014).
Si vous disposez d'ouvrages ou d'articles de référence ou si vous connaissez des sites web de qualité traitant du thème abordé ici, merci de compléter l'article en donnant les références utiles à sa vérifiabilité et en les liant à la section « Notes et références ».
Marcel Parturier, né le 7 avril 1901 au Havre et mort le 27 février 1976 à Paris, est un dessinateur et artiste peintre français. 

## Biographie
Marcel Parturier est né le 7 avril 1901 de parents parisiens d’origines normande et beauceronne. Son père, Louis Eugène Parturier, professeur au lycée du Havre, est un homme de lettres, écrivain, artiste peintre et fondateur de la Société havraise des Beaux Arts. 
En 1906, sa famille s’installe à Paris, boulevard Raspail, au cœur du quartier du Montparnasse.
Alors que Marcel Parturier poursuit ses études secondaires aux lycées Montaigne puis Louis-le-Grand, tous les étés la famille retourne en Normandie dans la baie du mont Saint-Michel. Pour son père, le site grandiose de la baie constitue une source de travail pictural formidable. Et il entraine dès son plus jeune âge son fils Marcel sur le motif l’encourageant vivement à développer ses talents. Ses études terminées, Marcel Parturier tout naturellement se consacre à la peinture et suit les cours de l’École nationale des beaux-arts à Paris.
Son univers pictural sera majoritairement et passionnément le paysage. Ses paysages, il les trouvera d’abord en Normandie, puis tout au long de son existence ce sera en Bretagne, Île-de-France, Provence, et quelques autres régions françaises. Sa palette s’enrichira de ces hautes lumières. De ses séjours à l'étranger, la Tunisie lui apportera des luminosités fortes, la Belgique et la Hollande des lumières douces mais intenses qui l’enthousiasmeront et où il retournera à de nombreuses reprises.
Il obtient en 1920-1921 une bourse et part en Tunisie d’où il rapporte de nombreuses toiles peignant des scènes de vies locales aux couleurs lumineuses. À son retour, il entre à l'Académie de la Grande Chaumière qu’il doit quitter dans un premier temps pour service militaire. Ses talents de dessinateur le font intégrer le ministère de la guerre où il est cartographe jusqu’en 1923/24. Son service militaire terminé, il retourne à la Grande Chaumière. Son maître est Lucien Simon.
Dès 1925, Marcel Parturier expose des compositions que lui inspirent le bocage normand autant que les côtes bretonnes au Salon des artistes français notamment une grande toile qui n’est autre qu’une représentation de la Baie du mont Saint-Michel, aujourd'hui au musée d'art et d'histoire de Granville. 
Sa première exposition à 24 ans à la galerie Carmine ouvre une carrière longue de 55 ans, durant laquelle plus de mille cinq cents toiles seront réalisées ainsi que plus de quatre cents gouaches ou aquarelles, représentant les paysages rencontrés au cours de séjours en France (Bretagne, Normandie, Honfleur, Provence, Bourgogne) ou à l’étranger (Tunisie, Hollande, Belgique, Espagne, Italie).
En 1927, il rencontre le peintre Othon Friesz. Cette même année, alors qu’il est considéré comme un des représentants les plus en vue de sa génération, il adhère au groupe d’art Partisans et devient secrétaire de la revue que les artistes publient eux-mêmes avec la collaboration de certains écrivains.
Il rencontre en 1934, en Bretagne, sa future épouse, Denise, elle-même artiste en reliure de livres d’art. Ils se marient, le 22 mars de cette année,
Maître reconnu, il est nommé en 1937 membre du jury de l’Exposition internationale des « Arts et des Techniques appliqués à la Vie moderne », et secrétaire-rapporteur pour l’art relatif aux sports. Mobilisé dans la Territoriale en 1939, il s’engage dans la zone des armées avant d’être réformé pour cause de maladie. Retenu à Paris pendant la guerre, il peint les bords de Seine et la campagne d’Île-de-France.
Il est nommé en 1947 Commissaire général du 58e Salon des indépendants et fonde en 1953 l’Association pour la Diffusion des Arts Graphiques et Plastiques, (ADAGP). Il en devient le premier président. Il est également nommé chevalier de la Légion d’honneur, au titre, des Beaux-Arts, et sociétaire à la Société nationale des Beaux-Arts.
Nommé chevalier des Arts et des Lettres en 1958 et officier de la Légion d'honneur (1963), il meurt le 27 février 1976 dans son appartement du boulevard du Montparnasse et est enterré au cimetière du Montparnasse.